# ديميتريوس سبانوليس
ديميتريوس سبانوليس مواليد 1979 في لاريسا، هو لاعب كرة سلة يوناني. بدأ مسيرته الاحترافية في سنة 2001. يبلغ طوله 6 قدم 3.75 بوصة (1.9 م). لعب مع نادي ماكدونيكوس لكرة السلة ونادي أوليمبياس باتراس لكرة السلة.

## روابط خارجية
- ديميتريوس سبانوليس على موقع كرة السلة الأوروبية.كوم (الإنجليزية)
- ديميتريوس سبانوليس على موقع DraftExpress.com (الإنجليزية)
- ديميتريوس سبانوليس على موقع ريلجم (الإنجليزية)
- ديميتريوس سبانوليس على موقع بروبوليرز (الإنجليزية)
- ديميتريوس سبانوليس على موقع سبورتس رفرنس (الإنجليزية)